# Decherd (Tennessee)
Decherd es una ciudad ubicada en el condado de Franklin en el estado estadounidense de Tennessee. En el Censo de 2010 tenía una población de 2.361 habitantes y una densidad poblacional de 191,83 personas por km².

## Geografía
Decherd se encuentra ubicada en las coordenadas 35°12′57″N 86°4′29″O / 35.21583, -86.07472. Según la Oficina del Censo de los Estados Unidos, Decherd tiene una superficie total de 12.31 km², de la cual 12.29 km² corresponden a tierra firme y (0.13%) 0.02 km² es agua.

## Demografía
Según el censo de 2010, había 2.361 personas residiendo en Decherd. La densidad de población era de 191,83 hab./km². De los 2.361 habitantes, Decherd estaba compuesto por el 0.08% blancos, el 11.82% eran afroamericanos, el 0.59% eran amerindios, el 0.3% eran asiáticos, el 0.17% eran isleños del Pacífico, el 2.08% eran de otras razas y el 2.63% pertenecían a dos o más razas. Del total de la población el 3.43% eran hispanos o latinos de cualquier raza.